# ルキウス・クィンクティウス・キンキナトゥス
ルキウス・クィンクティウス・キンキンナトゥス（ラテン語: Lucius Quinctius Cincinnatus, クィンティウス (Quintius)とも。生没年不詳、紀元前5世紀）は、共和政ローマ前期に登場する伝説的政務官。「キンキンナトゥス」というあだ名は彼の特徴である巻き毛から名づけられ、古代ローマ人の美徳と武勇を現す人物として後世に長く伝えられた。なお古典ラテン語の発音では「キンキンナートゥス」。

## 経歴

### 一族
彼の氏族は、王政ローマ時代、アルバ・ロンガの滅亡後に移住してきたという。執政官 (コンスル) を六度務めたティトゥス・クィンクティウス・カピトリヌス・バルバトゥスとは兄弟と考えられている。
紀元前461年、前年不成立だった護民官による執政官職権を制限するテレンティリウス法案が再提出されると、プレプスとパトリキは一触即発の事態となった。そうした中、偉丈夫で知られたキンキンナトゥスの息子カエソは法案に反対し、護民官やプレプスたちを暴行するに至って告発された。執政官経験者らが幾人も若者の弁護を買って出たが、数年前の暴行事件も発覚して結局逮捕され、莫大な保釈金を支払う事となった。保釈されたカエソはエトルリアに亡命し、父キンキンナトゥスは保釈金の為に全財産を売り払う事となったというが、7ユゲラのうち3ユゲラを友人の借金の肩代わりに売り、残りの4ユゲラの収入でカエソの罰金を払ったとも伝わり、残った土地で農業を続けたという。

### 執政官
紀元前460年に起こった内乱の鎮圧で執政官プブリウス・ウァレリウス・プブリコラが戦死すると、12月に補充執政官として選出された。プブリコラは混乱を鎮める為、プレプスたちにテレンティリウス法案の審理を内乱が終わるまで一時止めるよう説得しており、平穏が訪れるとまたも混乱が起こった。キンキンナトゥスは民会で演説して人々を叱責し、ウォルスキ族とアエクイ族に対しての軍事行動を示唆した。元老院は法案の年内提出の禁止と出征の取りやめを決め、執政官と護民官の再選にも難を示した。しかしながら護民官は再選され、パトリキたちは対抗してキンキンナトゥスの再選を目指したが、彼は規律に違反する事を良しとせず辞退した。この彼の行いは、帝政ローマ初期にも高潔なものとして伝わっている。
なお、シケリアのディオドロスによると、紀元前457年にもマルクス・ファビウス・ウィブラヌスと共に執政官を務めたことになっている。

### 独裁官 I

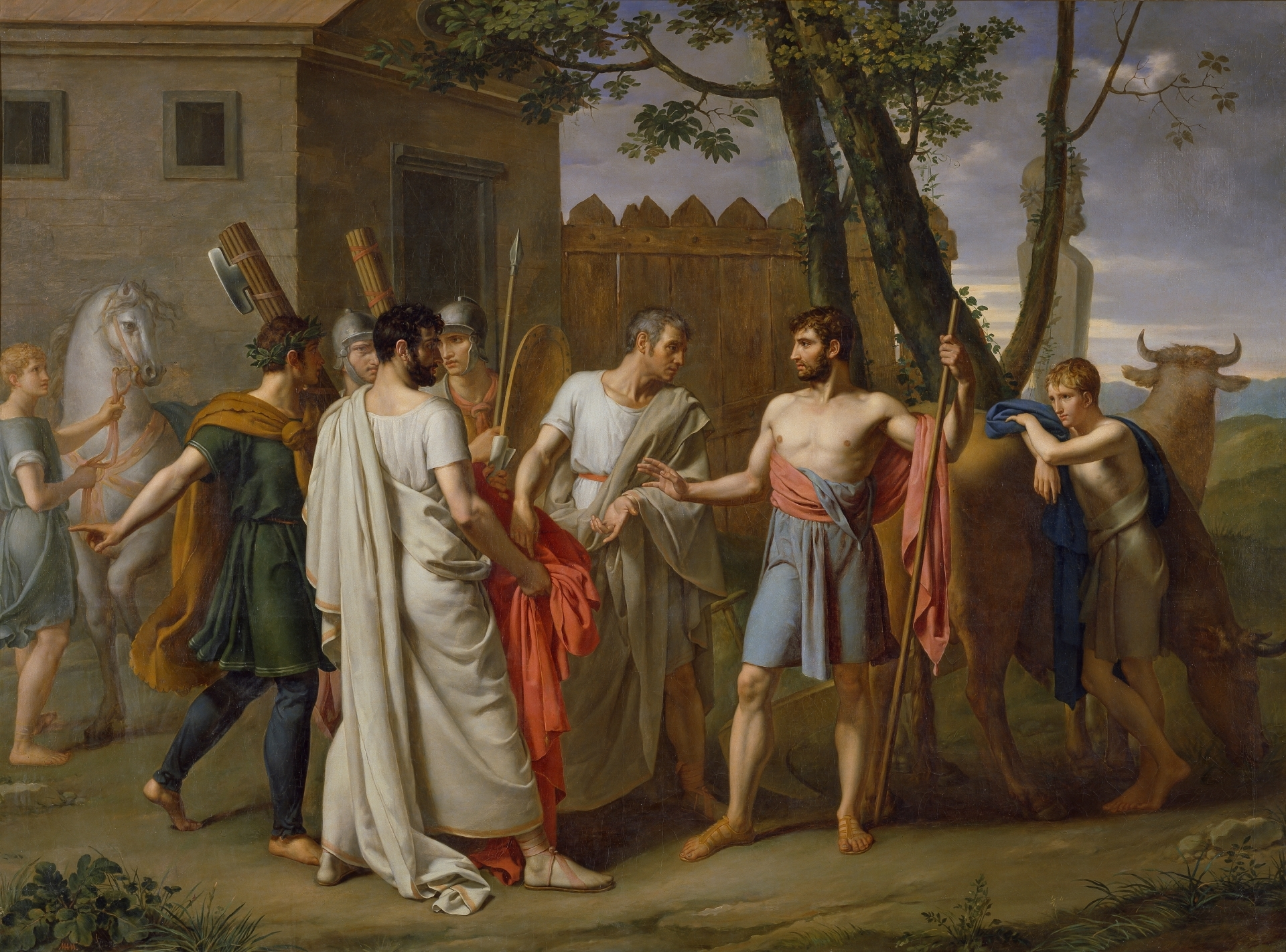
フアン・アントニオ・リベーラ画、独裁官指名の使者を迎えるキンキンナトゥス (1806年)

紀元前458年、ローマでは依然としてテレンティリウス法案を巡って争いが続いており、キンキンナトゥスの息子カエソの裁判での偽証も争点となっていた。更に前年和平を結んだアエクイ族がそれを破ってローマ周辺を荒らし、アルギドゥス山に陣を敷いた。ローマは使節を派遣し賠償を求めたが決裂し、執政官はアエクイ領とアルギドゥス山へ出陣することとなったが、護民官はいつもどおり徴兵拒否を呼びかけていた。
しかし、サビニ人が大挙してローマへ押し寄せたため徴兵は実行され、執政官ナウティウス・ルティルスがサビニ領へ逆侵攻をかけた。もう一人の執政官ミヌキウス・エスクィリヌスはアルギドゥス山へ向かったもののやる気も戦果も乏しく、逆に包囲されてしまった。ナウティウスが呼び戻されたが、事態を重く見た元老院はキンキンナトゥスの独裁官選出を決めた。彼は自ら農作業を行っており、使者にトガを纏って拝聴するよう促され、独裁官 (ディクタトル)に指名された。
彼は副官にルキウス・タルクィニウスを指名すると、国事停止の非常事態宣言を行い、兵士たちに杭と兵糧を持ってカンプス・マルティウスへ集結するよう命じた。そして執政官の危機を告げると強行軍でアルギドゥス山に向かい、その夜には到着した。キンキンナトゥスは現状を確認し、兵たちに喚声を上げつつ杭を打ち敵を包囲するよう命じると、包囲されているミヌキウスは勇気百倍して内側から反撃した。アエクイ軍は挟撃に慌て、包囲網が完成したため降伏し、指揮官と街一つを差し出す事で命を助けられた。その際、キンキンナトゥスは服従の証として三本の槍によって作られた軛の下をくぐるように求めたという。
この勝利によって膨大な戦利品を得たが、キンキンナトゥスは苦境を招いた兵たちに分配しない事を告げ、ミヌキウスにもレガトゥスへと降格する事で責任を取らせたが、皆彼に感謝しており素直に従った。ローマの留守を預かる首都長官ファビウス・ウィブラヌスの呼びかけでキンキンナトゥスの凱旋式挙行が決定され、9月13日に行われている。その後、彼は独裁官に任命されてから16日目にその職を辞したという。こういった執政官の降格は、軍神マールスの導きから外れたことを詫びるために行われたと考えられている。

### 独裁官 II

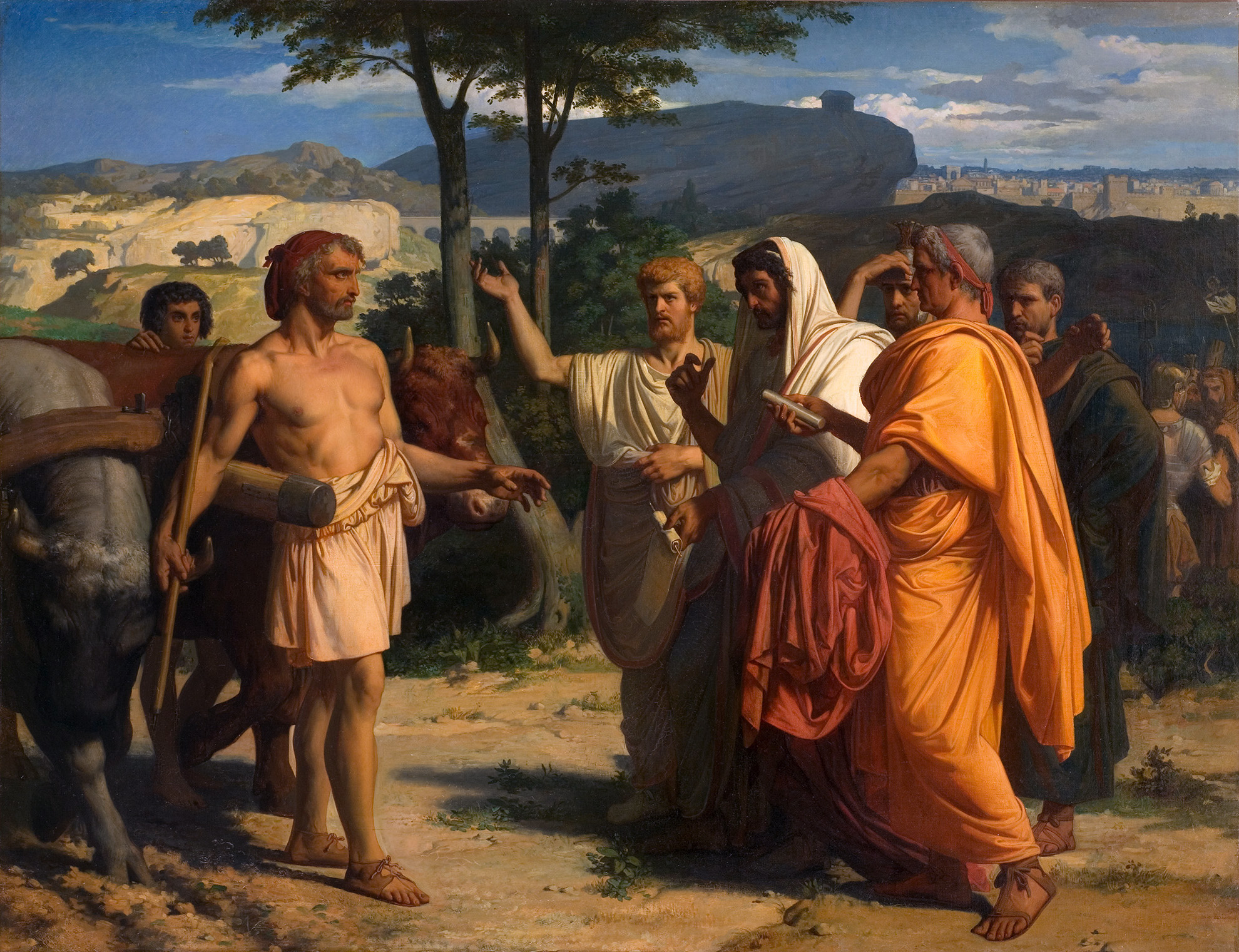
アレクサンドル・カバネル画、元老院議員を迎えるキンキンナトゥス(1843年)

紀元前444年に執政武官が新設されると、土地分配に加えて毎年執政官制とするか執政武官制とするかが争点に加わった。紀元前440年、天候不順と国内の不和によって深刻な飢饉が起こった。ミヌキウス・エスクィリヌスが食糧問題に取り組むプラエフェクトゥス・アンノナエ (市場長官)となり、まず陸海両路から食料を輸入しようとしたがうまくいかず、流通統制を行った。しかし食糧事情は改善せず、プレプスでティベリス川に身を投げる者が相次いだ。
そこで大富豪で騎士階級のスプリウス・マエリウスは自費でエトルリアから食料を輸入して無償で人々に配った。リウィウスによると、彼は王位を狙っていたという。翌紀元前439年、ミヌキウスは引き続き食糧問題解決に取り組んでいたが、穀物商人からマエリウスの野望を知ることとなり元老院に報告した。元老院はなぜ未然に防げなかったのかと執政官クィンクティウス・バルバトゥスを責めたが、彼は執政官はウァレリウス法で定められた上訴によって制限を受けているため、その制限を受けない独裁官に兄弟のキンキンナトゥスを指名する事を提案した。80歳を越えていた彼は高齢を理由に固辞したが、元老院は彼の高潔さと勇気を賛辞してバルバトゥスと共に重ねて要請したため、彼は指名を受諾すると副官にガイウス・セルウィリウス・アハラを指名した。
翌日、フォルムに入場した物々しい独裁官の姿に人々は驚いた。アハラはマエリウスに出頭を命じたが、彼は危機を察して逃げ出した。貴族の陰謀だと叫ぶマエリウスに追いついたアハラは彼を斬り殺してしまい、キンキンナトゥスには出頭命令に抵抗したため殺害した事を報告したが、独裁官は国家を救ったと賞賛した。事情を知らない人々は動揺していたため、彼らを集めるとこう説明した。マエリウスは独裁官命令に従わなかったため死刑となった。私は弁明を聞く用意があったが、彼は無理矢理逃げようとした。その昔、王権が打倒された事を皆は知っていると思う。ブルトゥスは共和政を守るため我が子を処刑した。コッラティヌスはローマを退去した。カッシウスや十人委員会の最期も知っていよう。このローマで王位を狙う者は畢竟こうなるのだ。マエリウスは諸君を麦で買収しそれを狙った。彼の資産は没収して国庫に納める事とする。
マエリウスの家は直ちに取り壊され、戒めとするため更地のまま残された。市場長官のミヌキウスは没収した穀物を安価で人々に配給したため雄牛が贈られた。護民官はマエリウス殺害の不当を訴え翌年の執政武官制を勝ち取ったものの、選出された執政武官は3名だけで、キンキンナトゥスの息子を含めた全員がパトリキであったという。

## 影響

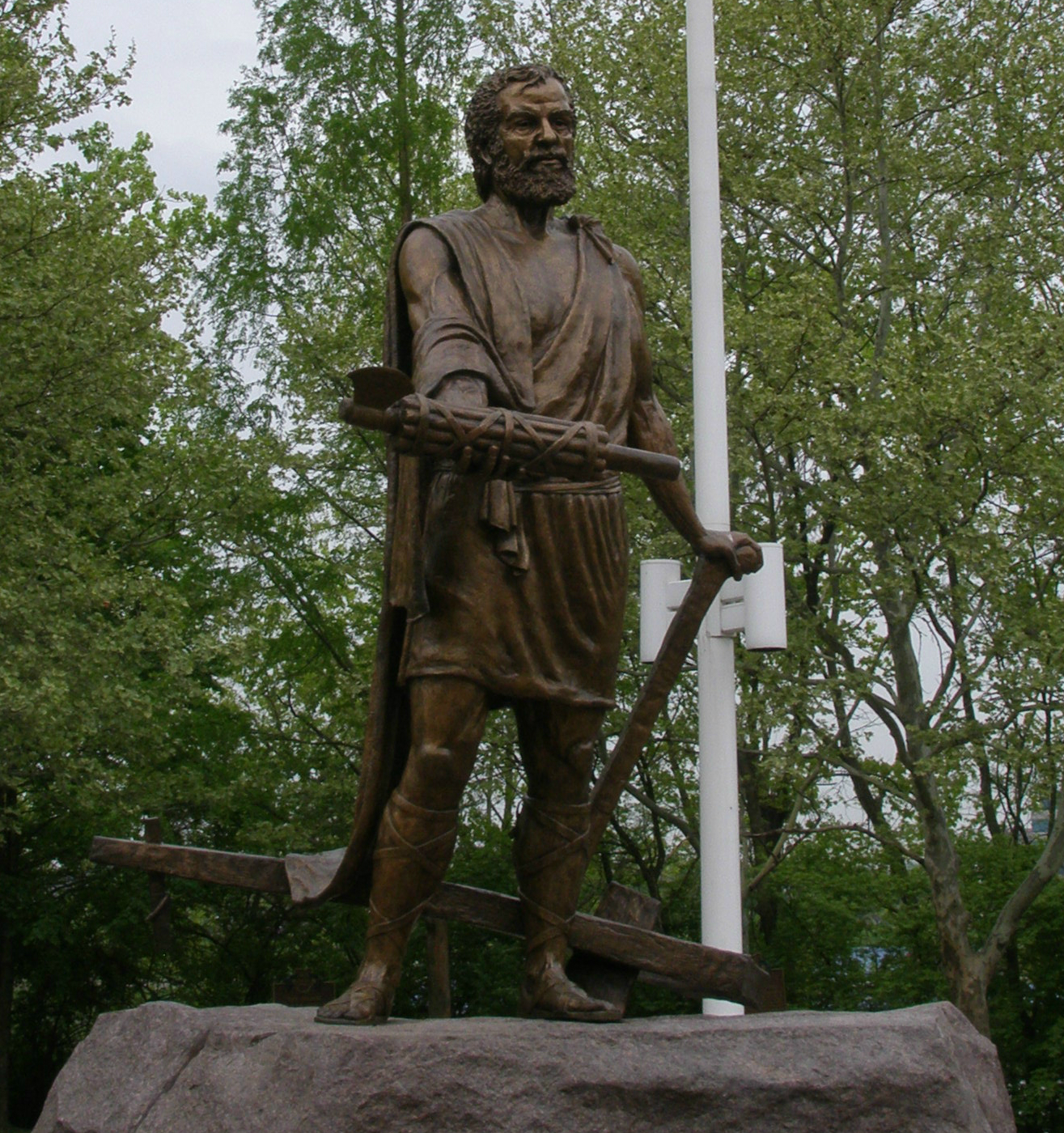
オハイオ州シンシナティに建つ銅像

キンキンナトゥスの伝説は現代にも受け継がれ、「Cincinnati シンシナティ」としてシンシナティ協会、及びアメリカ合衆国オハイオ州シンシナティ、アイオワ州シンシナティの都市名に残っている。
英国首相ボリス・ジョンソンは2022年9月6日に行われた退任演説でキンキンナトゥスに言及した。上記のようにキンキンナトゥスは身を引いて農業に戻ったものの再度権力の座に返り咲いておりこの点を含めた報道もなされた。